# غيتا هال
غيتا هال (بالإنجليزية: Gita Hall)‏ هي عارضة وممثلة أمريكية، ولدت في 6 سبتمبر 1933 في السويد، وتوفيت في 13 أغسطس 2016.

## وصلات خارجية
- غيتا هال على موقع IMDb (الإنجليزية)
- غيتا هال على موقع ألو سيني (الفرنسية)
- غيتا هال على موقع أول موفي (الإنجليزية)
- غيتا هال على موقع قاعدة بيانات الفيلم (الإنجليزية)
- غيتا هال على موقع كينوبويسك (الروسية)